# Friedrich Hossbach
Friedrich Wilhelm Ludwig Hossbach, född 21 november 1894 i Unna, död 10 september 1980 i Göttingen, var en tysk general. Han förde befäl över 4. Armee 1944–1945. Han är mest känd för det så kallade Hossbachprotokollet, det protokoll han förde vid en hemlig konferens i rikskansliet i Berlin den 5 november 1937. Adolf Hitler sammanträdde med de militära ledarna Werner von Blomberg, Werner von Fritsch, Erich Raeder och Hermann Göring samt utrikesminister Konstantin von Neurath och uppmanade dem att förbereda sig för krig.